# Bumirejo (Kesamben)
Bumirejo is een bestuurslaag in het regentschap Blitar van de provincie Oost-Java, Indonesië. Bumirejo telt 4504 inwoners (volkstelling 2010).